# Pentekostalizm w Brazylii

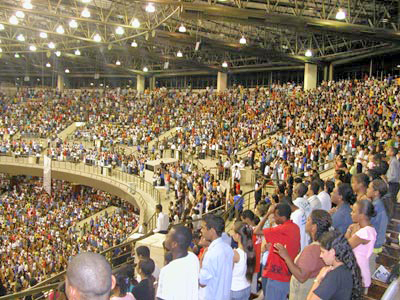
Nabożeństwo zielonoświątkowego zboru w Rio de Janeiro

Pentekostalizm w Brazylii – społeczność wyznawców Kościołów zielonoświątkowych w Brazylii ma krótką historię sięgającą początku XX wieku, ale już w końcu XX wieku stała się w tym kraju głównym protestanckim nurtem. Zielonoświątkowcy nie utworzyli jednego Kościoła, który skupiałby wszystkich wyznawców, lecz szereg denominacji, wśród których wyróżniają się: Zbory Boże, Kongregacja Chrześcijan, Kościół Poczwórnej Ewangelii, „Brazylia dla Chrystusa”, „Bóg jest Miłością”, oraz neo-zielonoświątkowe, jak: Uniwersalny Kościół Królestwa Bożego i Kościół Nowe Życie. Zachodzą pomiędzy nimi drobne różnice doktrynalne, organizacyjne, działalność zwrócona jest do różnych grup społecznych, bądź realizują swoje cele przy pomocy innych metod. Szereg innych zielonoświątkowych denominacji powstało głównie wskutek podziałów wewnętrznych w wymienionych wyżej wiodących denominacjach. Socjologowie zauważają, że owe podziały są przyczyną konkurencyjności pentekostalizmu dla tradycyjnych Kościołów. Liczba wszystkich zielonoświątkowców w Brazylii przekracza 25 milionów.

## Historia

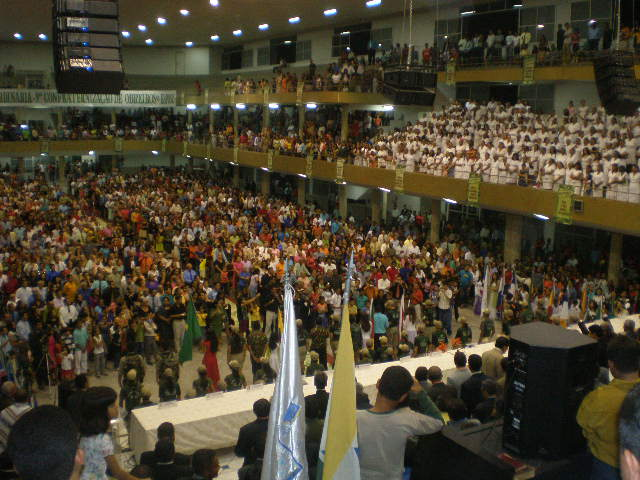
Zbory Boże w Imperatriz

### Klasyczny pentekostalizm
Ruch zielonoświątkowy w Brazylii został zapoczątkowany w dwóch punktach jednocześnie, w Belém oraz São Paulo. Oba te miejsca oddalone są od siebie o 2 tysiące kilometrów. W obu tych punktach wyrosły dwie denominacje – Zbory Boże (Assembleia de Deus) oraz Kongregacja Chrześcijan (Congregação Cristã no Brasil).
Pionierami ruchu zielonoświątkowego w Brazylii są Daniel Berg oraz Gunnar Vingren, którzy w 1902 roku wyemigrowali ze Szwecji do Stanów Zjednoczonych w celach zarobkowych. Obaj byli baptystami. W 1909 roku w Chicago zetknęli się z ruchem zielonoświątkowym. W 1910 roku przybyli do Brazylii do Belém (na skutek wizji i proroctwa od ich przyjaciela Olafa Uldina). Przyłączyli się tu do baptystycznego zboru, w którym organizowali spotkania modlitewne i zachęcali do zabiegania o chrzest w Duchu Świętym. Po niedługim czasie baptystyczny pastor zabronił im tej działalności. Liderzy baptystów argumentowali, że te rzeczy działy się tylko w czasach apostolskich. Wyłączono ze zboru 18 zwolenników misjonarzy. W 1911 roku założyli własny kościół – Zbory Boże. Pierwsze nabożeństwo odbyło się 13 czerwca 1911 roku. Z Belém ruch zielonoświątkowy rozprzestrzeniał się na całym północnym wschodzie, ale w kierunku południowym rozprzestrzeniał się bardzo wolno. Dopiero w 1927 roku założono zbór w São Paulo. W 1930 roku Zbory Boże osiągnęły 15 tysięcy wyznawców. W 1930 roku siedziba kościoła przeniesiona została z Belém do Rio de Janeiro, a przywództwo zostało przekazane w ręce Brazylijczyków. W 1932 roku Vingren wrócił do Szwecji.
Do roku 1930 rozwój Zborów Bożych był powolny i napotykał na wiele przeszkód. Wszelkie próby prozelityzmu były traktowane z niechęcią i wrogością w społeczeństwie brazylijskim. Stosowano czasem przemoc fizyczną. Gdy zielonoświątkowcy składali skargi na policję, ta w wielu przypadkach odkrywała, że za aktami przemocy stała miejscowa arystokracja. Niemałą rolę odgrywała też lojalność wobec swego kościoła oraz obawa przed potępieniem przez otoczenie, a zwłaszcza nacjonalizm – misjonarze ze Zborów Bożych byli obcokrajowcami. Pomimo tego długo się wahano zanim przekazano przywództwo rodowitym Brazylijczykom, którzy przez pierwszych 20 lat historii wspólnoty odgrywali drugorzędną rolę. Problem został rozwiązany w 1930 roku i od tego też roku datuje się szybki rozwój ruchu zielonoświątkowego w Brazylii. Rozwój ten uległ przyśpieszeniu w latach 50. XX wieku. Zbory Boże stały się główną zielonoświątkową denominacją, a z czasem także największym protestanckim kościołem w Brazylii . W latach 40. Zbory Boże założyły własne wydawnictwo.

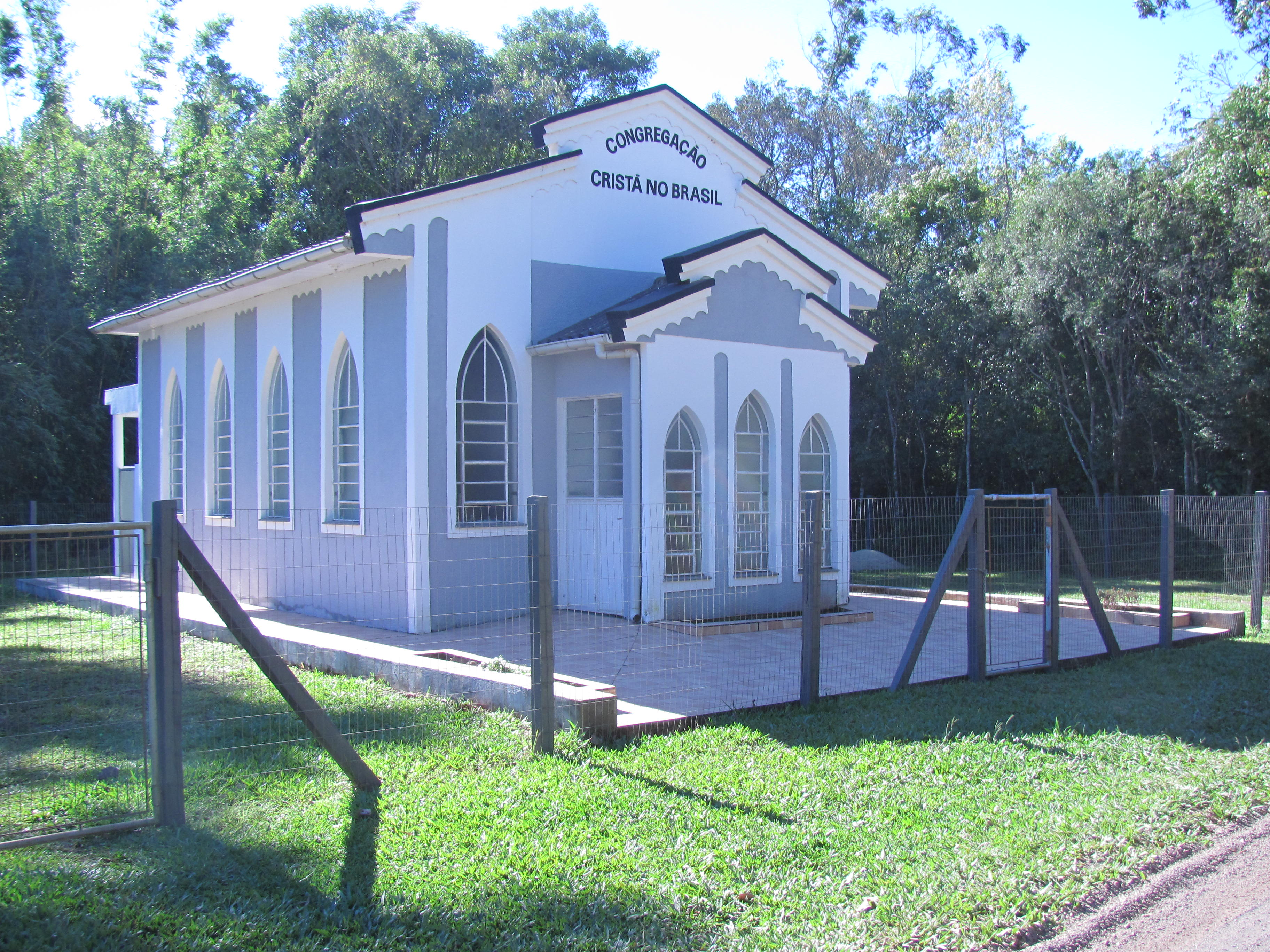
Kongregacja Chrześcijan w Osório

W podobny sposób została założona Kongregacja Chrześcijan (wł. Congregacioni Christiani, pt. Congregação Cristã). Luigi Francescon przybył z Włoch do Chicago w celach zarobkowych. Tutaj uczęszczał do Włoskiego Kościoła Prezbiteriańskiego. W 1907 roku doświadczył zielonoświątkowego przeżycia (glosolalia). W 1910 pod wpływem „wizji” przybył najpierw do Buenos Aires, a następnie do Santo Antônio, gdzie zamieszkiwali włoscy imigranci. Włosi w owym czasie stanowili 48% mieszkańców stanu São Paulo. Tu miał okazję głosić kazanie w prezbiteriańskim zborze, jednak jego przesłanie nie spodobało się pastorowi, który nie zezwolił Francesconowi na pełnienie służby liturgicznej w jego kościele. Pomimo tego przyłączyło się doń 20 członków prezbiteriańskiego zboru; założył z nimi własny kościół – Kongregację Chrześcijan. Początkowo kościół rozwijał się głównie wśród włoskich imigrantów. W 1935 roku wprowadzono język portugalski podczas nabożeństw.
W latach 50. XX wieku nastąpił gwałtowny rozwój tego kościoła. Rozwój następował przede wszystkim w stanach São Paulo oraz Paraná. Nie prowadzą własnych statystyk ze względu na starotestamentowy zakaz liczenia ludzi, są również przeciwni wykorzystywaniu literatury, radia i telewizji na potrzeby ewangelizacji. Są przeciwni organizowaniu ewangelizacji na otwartym powietrzu. Nie mają pastorów, a tylko starszych i diakonów, kazania nie są przygotowywane. Kościół ma charakter włosko-brazylijski.
W latach 30. podczas światowego kryzysu zmalał popyt na brazylijskie produkty rolne, które były podstawą brazylijskiej gospodarki. W związku z tym zaprowadzono w Brazylii industrializację. Powstały centra przemysłowe w São Paolo i Rio de Janeiro, w których osiedlali się ludzie z różnych regionów Brazylii. Pociągnęło to za sobą urbanizację. Powstało w sumie dziewięć uprzemysłowionych i gęsto zaludnionych regionów, w których w roku 1970 mieszkało 25% mieszkańców Brazylii. Brazylijska rewolucja przemysłowa dokonywała się równolegle ze wzrostem pentekostalizmu (podobnie w Chile). Pentekostalizm rozwijał się głównie w uprzemysłowionych regionach, podczas gdy w regionach rolniczych liczba zielonoświątkowców pozostała niewielka. Socjologowie wskazują, że osobom, które osiedliły się w wielkich ośródkach miejskich było łatwiej zmienić swe wyznanie, ponieważ nie odczuwali presji ze strony sąsiadów, przyjaciół i rodzin. Nie oddziaływał już czynnik „feudalnej lojalności”, ważny w regionach rolniczych (miejskie społeczeństwo jest zatomizowane). Tak drastyczna zmiana socjalna zachęca do poszukiwania, na drodze prób i błędów, grupy ludzi z którymi migrant mógłby się identyfikować. Jedną z ofert były zbory zielonoświątkowe.
Pomimo iż powstało wiele nowych denominacji, a sytuacja bardzo się zmieniła w przeciągu stu lat historii, na początku XXI wieku największą denominacją zielonoświątkową w dalszym ciągu były Zbory Boże. Według spisów IBGE w roku 2000 Zbory Boże liczyły 8,4 milionów dorosłych członków; w roku 2010 – 12,3 milionów . Według danych Prolades w roku 2010 kościół ten liczył 15 676 692 wiernych, skupionych w 116 tysiącach zborów . Dane kościoła, a także dane Brazylijskiego Ewangelikalnego Stowarzyszenia (AEVB) wskazują na jeszcze wyższą liczbę wyznawców tej denominacji – 22,5 milionów (w 2011) .

### Druga fala

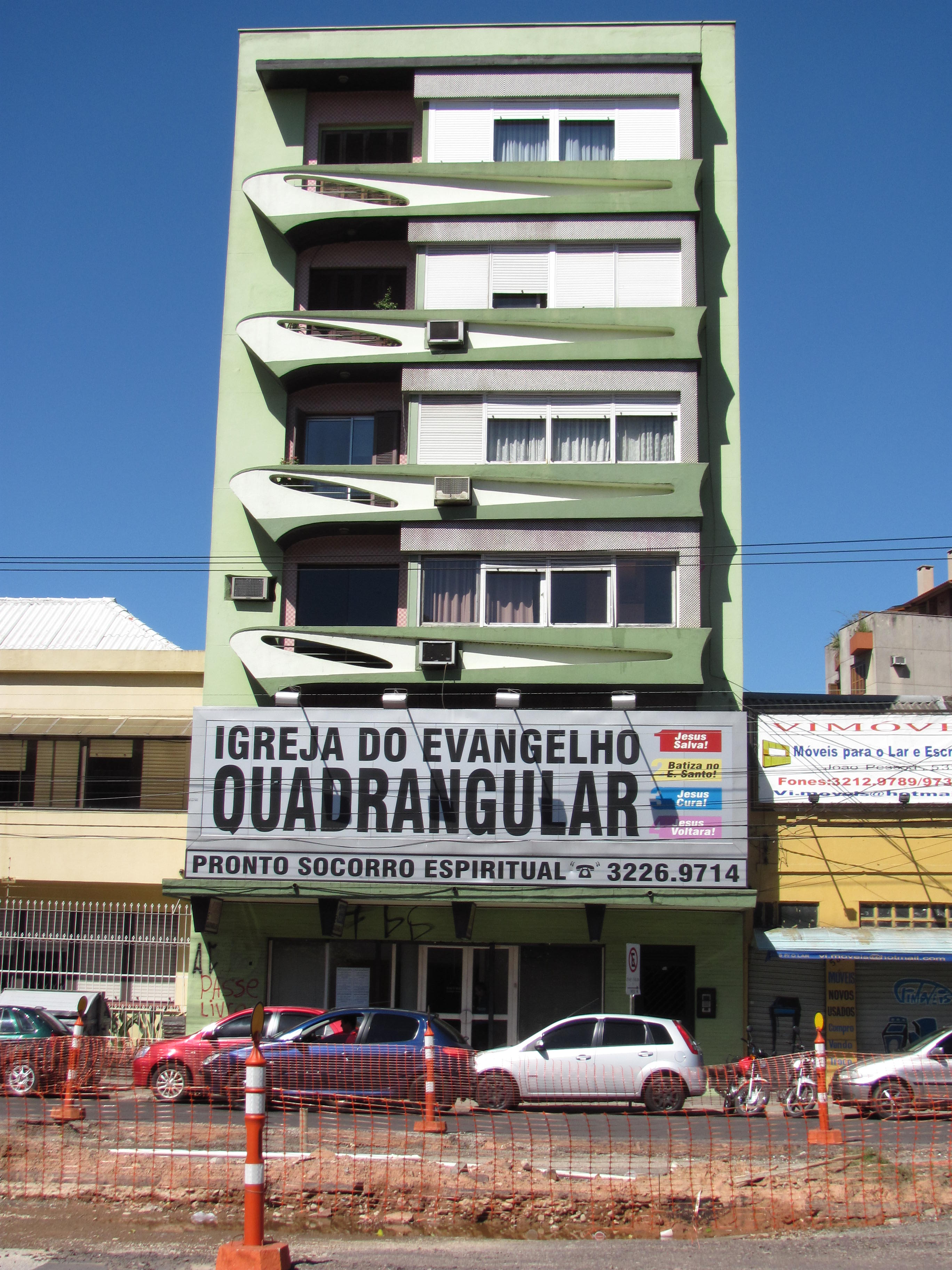
Kościół Poczwórnej Ewangelii, Porto Alegre

Do lat 50. Zbory Boże oraz Kongregacja Chrześcijan były jedynymi zauważalnymi zielonoświątkowymi ugrupowaniami w Brazylii. W latach 50. pojawił się nowy czynnik wspierający rozwój pentekostalizmu. Przyjechał amerykański misjonarz Harold Williams z Kościoła Poczwórnej Ewangelii. Przywiózł on nowy model metod ewangelizacyjnych opracowany w Kalifornii. Przeprowadzał ewangelizacje namiotowe w São Paolo i głosił boskie uzdrowienie. Korzystał z mediów. Przyłączyło się doń wielu zielonoświątkowych pastorów. W 1953 roku na skutek działalności Harolda Williamsa założony został Kościół Poczwórnej Ewangelii. Spośród wszystkich denominacji ma najbardziej amerykański charakter, z drugiej strony wykazywał większą tolerancję dla lokalnych zwyczajów, niż dotychczas założone denominacje.
Kolejną liczącą się denominacją jest „Brazylia dla Chrystusa” utworzona w roku 1955. Nazwa wzorowana była na kościele „Chile dla Chrystusa”. Założył go Manoel de Melo, były pastor ze Zborów Bożych, który początkowo współpracował z Williamsem, ale szybko rozpoczął własną działalność i korzystając z metod Williamsa stał się jego rywalem. Za wielkie pieniądze wykupywał czas antenowy w dużych stacjach radiowych. Był skutecznym mówcą i podczas swoich kampanii ewangelizacyjnych gromadził czasem 100 tysięcy ludzi. W 1963 roku założył w Brazylii 1100 zborów, w São Paolo zbudował świątynię na 25 tysięcy ludzi. Była to pierwsza zielonoświątkowa denominacja założona przez Brazylijczyka. „Brazylia dla Chrystusa” od 1969 roku jest członkiem Światowej Rady Kościołów i jest trzecią zielonoświątkową denominacją (po dwóch chilijskich w 1961 roku), która przystąpiła do tej organizacji.
Amerykański kaznodzieja Robert McAlister początkowo współpracował zarówno ze Zborami Bożych jak i z Kościołem Poczwórnej Ewangelii. Jego program radiowy miał wielu słuchaczy. W oparciu o swoich sympatyków w roku 1960 utworzył Kościół „Nowe Życie” z siedzibą w Rio de Janeiro. Jest to jedna z nielicznych zielonoświątkowych denominacji w Brazylii, która dociera do klasy średniej. Ten fenomen sprawia problem dla socjologów, którzy utrzymują, że ruch zielonoświątkowy jest religią mas pracujących. W latach 60. ruch zielonoświątkowy wniknął do tradycyjnych kościołów protestanckich.
W 1962 roku powstał Kościół Zielonoświątkowy „Bóg jest Miłością”, założony przez Davida Mirandę, szwagra Manoela de Mello. Jego doktryna koncentruje się na Boskim uzdrowieniu. Kościół zyskał popularność wśród ubogich mas. Jednak w 1977 powstała dlań silna konkurencja – Kościół Uniwersalny. Cechą tego kościoła jest budowanie gigantycznych świątyń.
Druga fala przypada na okres urbanizacji, modernizacji, nacjonalizmu i masowej komunikacji.

### Trzecia fala (neopentekostalizm)

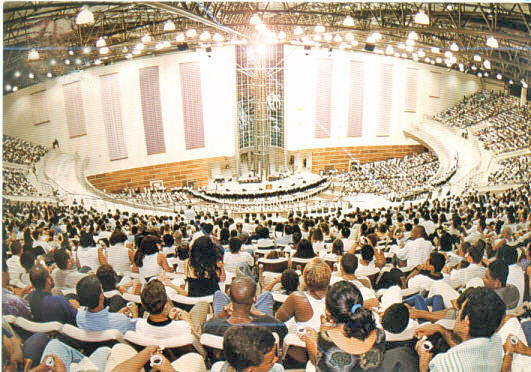
Catedral Mundial da Fé, Rio de Janeiro

9 lipca 1977 roku Edir Macedo założył Uniwersalny Kościół Królestwa Bożego (Igreja Universal do Reino de Deus), znany powszechnie jako Kościół Uniwersalny, jest to denominacja o charakterze neopentekostalnym. Powstanie tego kościoła jest ważnym kamieniem milowym w historii brazylijskiego pentekostalizmu, zapoczątkowało ono tzw. „trzecią falę” (neopentekostalizm). Kościół powstał w czasach, gdy krajem rządziła junta wojskowa, gospodarka przeżywała recesję, a mieszkańcy takich ośrodków jak Rio de Janeiro oczekiwali na cud gospodarczy. Kościół zajmuje się działalnością wydawniczą, wydając ogólnokrajowy dziennik „Folha Universal” o nakładzie 2,5 mln egzemplarzy, posiada też własną sieć rozgłośni radiowych . W 1983 za cenę 52 milionów dolarów zakupił podupadającą sieć telewizyjną Rede Record, drugą co do wielkości w Brazylii.
Cechą tego kościoła jest walka z afro-brazylijskimi kultami, którą traktuje jako walkę z siłami demonicznymi. Po roku 1981 nastąpił szybki rozwój kościoła. W roku 1986 jeden z jego liderów dostał się do Kongresu i w następnych latach często gościł w wiadomościach. W roku 1989 zaangażował się w wybory prezydenckie wspierając kandydata Fernando Collor de Mello. W następnych wyborach zwalczano kandydata Lulę, którego nazywano kandydatem diabła.
W latach 90. Kościół Uniwersalny dążył do hegemonii w środowisku ewangelikalnym. Starał się pozyskać dla siebie przychylność wpływowych osób w innych kościołach protestanckich (u baptystów). W latach 1994–1995 Macedo, zwierzchnik kościoła, wdał się w publiczny konflikt z prezbiteriańskim pastorem Caio Fábio, założycielem i pierwszym prezydentem Brazylijskiego Ewangelikalnego Stowarzyszenia (AEVB).
Kościół Uniwersalny uchodzi za najbardziej kontrowersyjną zielonoświątkową denominację w Brazylii. Pod względem liczebnym stał się drugą denominacją zielonoświątkową w Brazylii . Prowadzi działalność misyjną w wielu krajach świata, m.in. w Portugalii. W Portugalii również stał się przedmiotem publicznych kontrowersji.
Do trzeciej fali zalicza się również powstałą w 1976 roku Ewangelikalną Wspólnotę Uleczenia Naszej Ziemi (Comunidade Evangélica Sara Nossa Terra) . W 1986 roku powstaje Kościół Odrodzenia w Chrystusie (Igreja Renascer em Cristo), znany później jako Kościół Apostolski Odrodzenia w Chrystusie (Igreja Apostólica Renascer em Cristo). Jest to kościół klasy średniej. Kościołowi zarzuca się pranie brudnych pieniędzy . Klasą średnią interesuje się również założona w 1992 Ewangelikalna Wspólnota Uleczenia Naszej Ziemi (Comunidade Evangélica Sara Nossa Terra).
W 2000 roku powstała denominacja Bola de Neve (Kula Śniegu), pozbawiona teologii i ustalonej liturgii, zajmująca się głównie propagowaniem pracy, surfingu i jazdy na deskorolce. Wizerunek deski surfingowej, a nie tradycyjny krzyż widnieje na frontonach kaplic. Jednocześnie kościół ten kładzie nacisk na rygorystyczne przestrzeganie czystości przedmałżeńskiej, zakazu używania narkotyków i picia alkoholu . Bola de Neve stawia na spektakularne efekty oraz media. Powstanie tego kościoła jest wyrazem marketingu religijnego, który wystąpił w Brazylii na przełomie XX i XXI wieku.

## Demografia

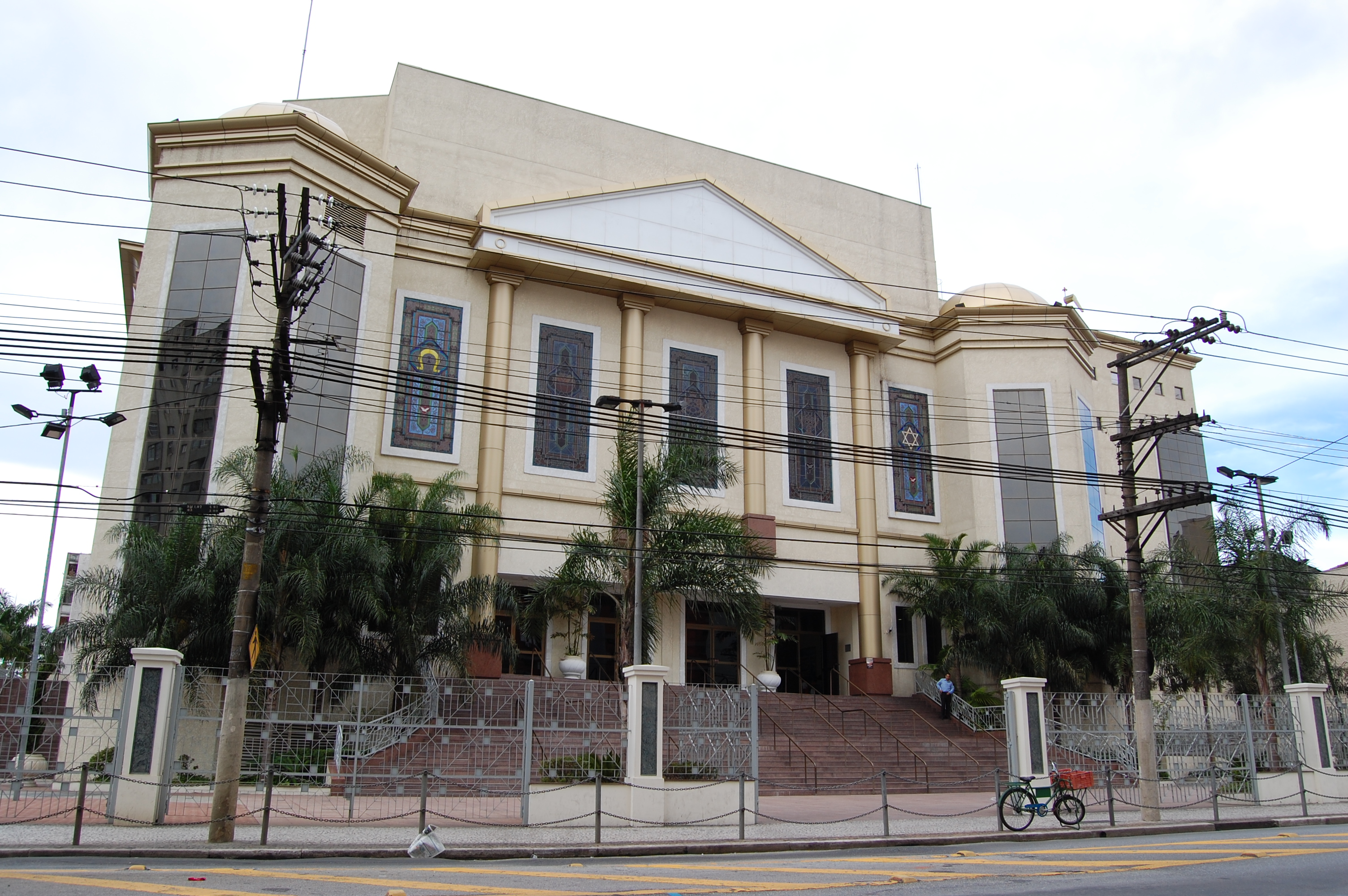
Kościół Uniwersalny, São Paolo

W.R. Read, amerykański prezbiterianin, w 1965 roku zauważył, że w czasie ostatnich 35 lat tradycyjne kościoły protestanckie mając do dyspozycji setki misjonarzy oraz miliony dolarów, odnotowały wzrost od 300 tysięcy do 1 miliona wiernych. W tym samym czasie zielonoświątkowcy dysponując niewielką liczbą misjonarzy i bardzo często bez jakiegokolwiek wsparcia finansowego odnotowali wzrost ze 100 tysięcy do ponad 3 milionów. W 1965 roku 58% brazylijskich zielonoświątkowców skupionych było w Zborach Bożych, 18.3% w Kongregacji Chrześcijan, 6,7% w „Brazylii dla Chrystusa”, 17% należało do mniejszych zielonoświątkowych ugrupowań. W 1974 w Brazylii było ponad sto autonomicznych zborów zielonoświątkowych. W latach 1990–1992 w Rio de Janeiro otwarto 710 nowych protestanckich kościołów, wśród których 91% stanowiły zielonoświątkowe zbory, w tym samym czasie Kościół katolicki otworzył tylko jedną parafię .
Aż do końca lat 70. XX wieku, większość brazylijskich protestantów należała do tradycyjnych protestanckich kościołów: luteran, prezbiterian, metodystów oraz baptystów. Od końca lat 70. zielonoświątkowcy stali się głównym ugrupowaniem protestanckim. Następuje stały wzrost liczby zielonoświątkowców oraz charyzmatyków – zwłaszcza tych, którzy głoszą ewangelię sukcesu. Największe skupisko zielonoświątkowców znajduje się w Rio de Janeiro, drugim pod względem liczby ludności mieście Brazylii. W roku 1992 91% osób regularnie uczęszczających do kościoła, uczęszczało do zborów zielonoświątkowych. Zielonoświątkowcy docierają do ubogich dzielnic miejskich. Według oceny socjolożki Cecilii Mariz (1994) wzrost pentekostalizmu wynika ze sposobu w jaki zielonoświątkowcy motywują Brazylijczyków do radzenia sobie ze swoim ubóstwem. Antropolog John Burdick (1993) tłumaczy to „kultem nawiedzenia”. R. Andrew Chesnut rozwój pentekostalizmu wyjaśnia tym, że zielonoświątkowcy w przeciwieństwie do innych kościołów oferują uzdrowienie. Chesnut przeprowadził swoje badania w amazońskim mieście Belém i twierdzi, że znaczna część zielonoświątkowców zaznała fizycznego uzdrowienia. W przypadku kobiet wielką rolę odgrywa również uzdrowienie kryzysu rodzinnego.

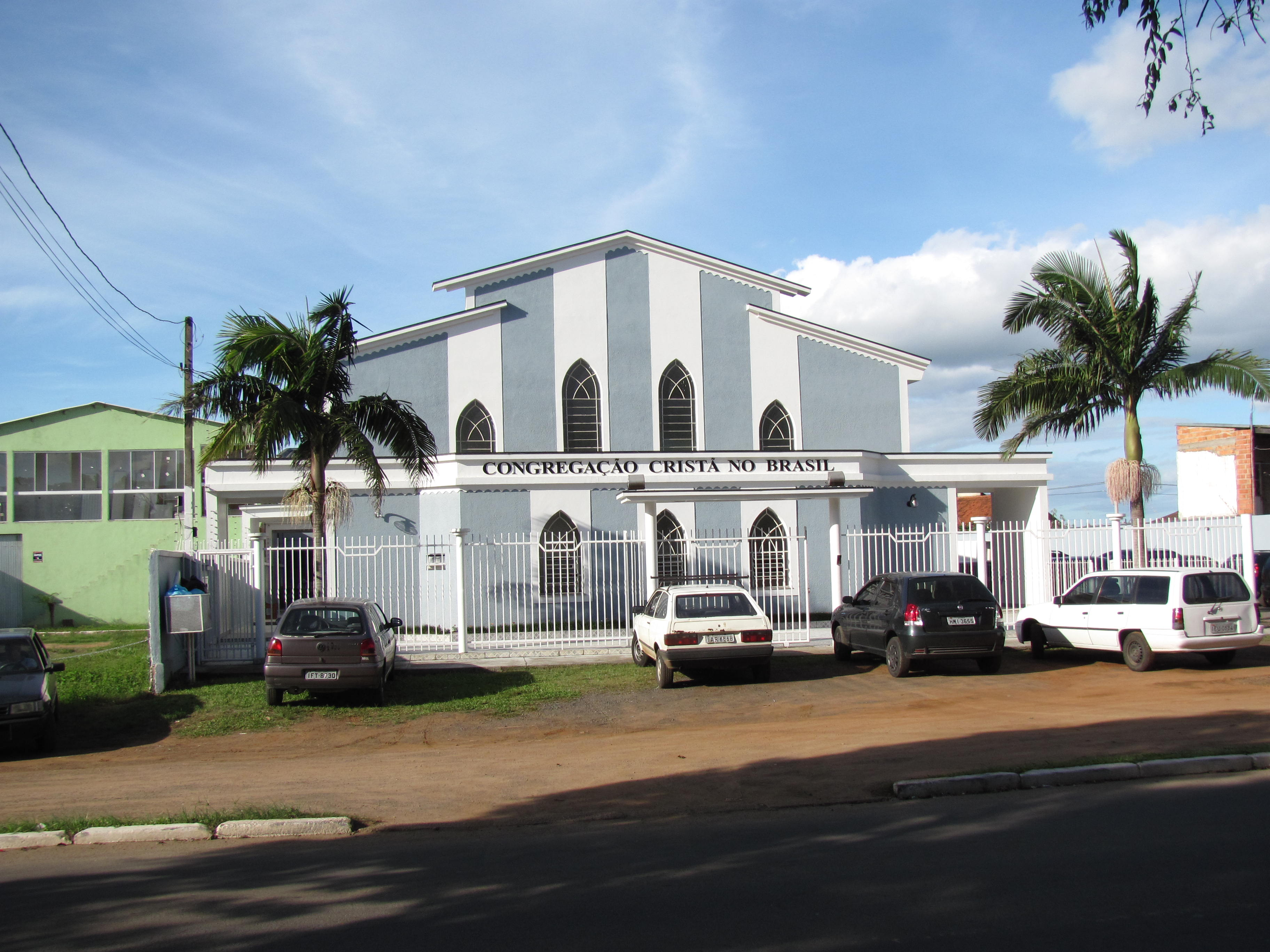
Congregação Cristã, Gravataí

Przeprowadzony przez IBGE w 2010 spis ludności ujawnił, że od roku 2000 największy wzrost odnotowały zielonoświątkowe i charyzmatyczne denominacje (Zbory Boże, Kościół Uniwersalny, „Nowe Życie” i inne) reprezentujące w tym czasie 60% protestantów i 10,4% brazylijskiej populacji; natomiast starsze kościoły protestanckie odnotowały spadek udziału procentowego. Historyczne kościoły protestanckie przeżywają stagnację . Według tego spisu z roku 2010 liczba zielonoświątkowców osiągnęła wartość 25,37 mln osób .
Według spisu ludności z roku 2010 63,7% zielonoświątkowców (Assembleia de Deus, Igreja do Evangelho Quadrangular i Igreja Universal do Reino de Deus) pobiera wynagrodzenia, których wielkość oscyluje poniżej płacy minimalnej (w przypadku katolików jest to 59,2%). Spis ujawnił, że najniższy odsetek osób, których dochody znajdują się poniżej płacy minimalnej występuje u spirytystów. Wśród mieszkańców wsi katolicy stanowią 77,9%, natomiast zielonoświątkowcy – 10,1%; w miastach katolicy stanowią 62,2% mieszkańców a zielonoświątkowcy – 13,9%. Średnia krajowa to 64,6% dla katolików i 12,2% dla zielonoświątkowców .
Ruch zielonoświątkowy jest niezwykle podzielony, co wynika z niechęci do scentralizowanych struktur. Denominacyjna segmentacja pozwala na socjalną elastyczność, na mocniejsze lokalne oparcie, a także pomaga w rywalizacji. Zbory Boże oraz Kościół Uniwersalny docierają ze swym przesłaniem do ludzi o tym samym profilu socjalnym (zarobki, wykształcenie, kolor skóry), jednakże przedstawiają im różne eklezjalne oferty. Nowo powstające denominacje szybko nawiązywały do aktualnej sytuacji, mody w muzyce, czy nowych zdobyczy techniki. Trzy fale brazylijskiego pentekostalizmu różnią się co do teologii, liturgii oraz etyki.
Sandra Stoll (1983) przeanalizowała polityczne zaangażowanie brazylijskich zielonoświątkowców poczynając na latach 60. a kończąc na początku lat 80. zauważyła, że przeważają prawicowe sympatie. W latach 80. i 90. nastąpił wzrost zaangażowania w wyborach politycznych ze strony ewangelistów zielonoświątkowych.

## Lista zielonoświątkowych denominacji i ich klasyfikacja

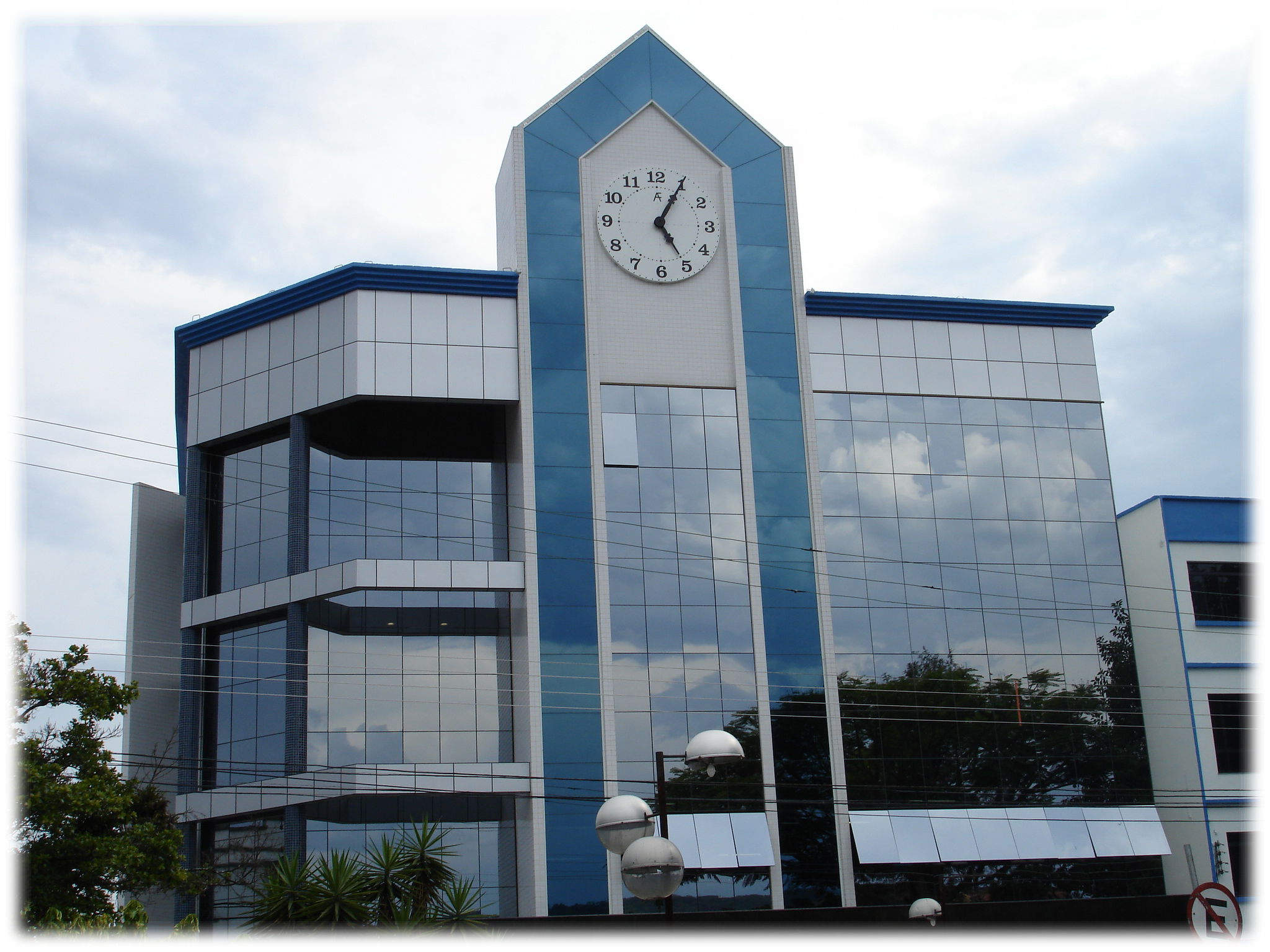
Zbory Boże, Criciúma

### Trudności klasyfikacyjne
Mendonça w 1989 roku dzielił pentekostalizm na dwie grupy, na klasyczny oraz na kościoły głoszące „Boskie uzdrowienie”. Do klasycznego zaliczał Zbory Boże, Kongregację Chrześcijan, Kościół Poczwórnej Ewangelii i „Brazylię dla Chrystusa”. Kościół „Bóg jest Miłością” zaliczył do nurtu uzdrowieniowego. W swojej klasyfikacji nie uwzględnił Kościoła Uniwersalnego. Brazylijski socjolog Bittencourt, biorąc pod uwagę analogie w ogólnoświatowym ruchu zielonoświątkowym zaproponował w 1994 podział pentekostalizmu na trzy grupy: klasyczny, autonomiczny i charyzmatyczny. Do klasycznego zaliczył te denominacje, które zostały założone przez amerykańskich misjonarzy, autonomiczny jest dziełem dysydentów wewnątrz denominacji i powstał wokół silnych liderów. Charyzmatyczny pentekostalizm ma być dziełem zielonoświątkowych schizm wewnątrz historycznych kościołów. Podział ten nie do końca jest czytelny w warunkach brazylijskich, dwie główne denominacje reprezentujące klasyczny pentekostalizm nie zostały założone przez Amerykanów, a reprezentant autonomicznego pentekostalizmu, Kościół Poczwórnej Ewangelii, ma jako jedyny czysto amerykańskie pochodzenia. Podział ten zaaprobował Paul Freston w 1995. Także Freston w 1997 zwrócił uwagę, że umieszczanie w tej samej kategorii kościołów klasy średniej obok kościołów ubogich warstw jest błędem klasyfikacyjnym. Klasyfikacja jest utrudniona, ponieważ wewnętrzne różnice poszczególnych denominacji nie zawsze można uzgodnić z kryteriami klasyfikacyjnymi. Pentekostalizm wciąż się rozwija i jest typologicznym wyzwaniem dla socjologów.

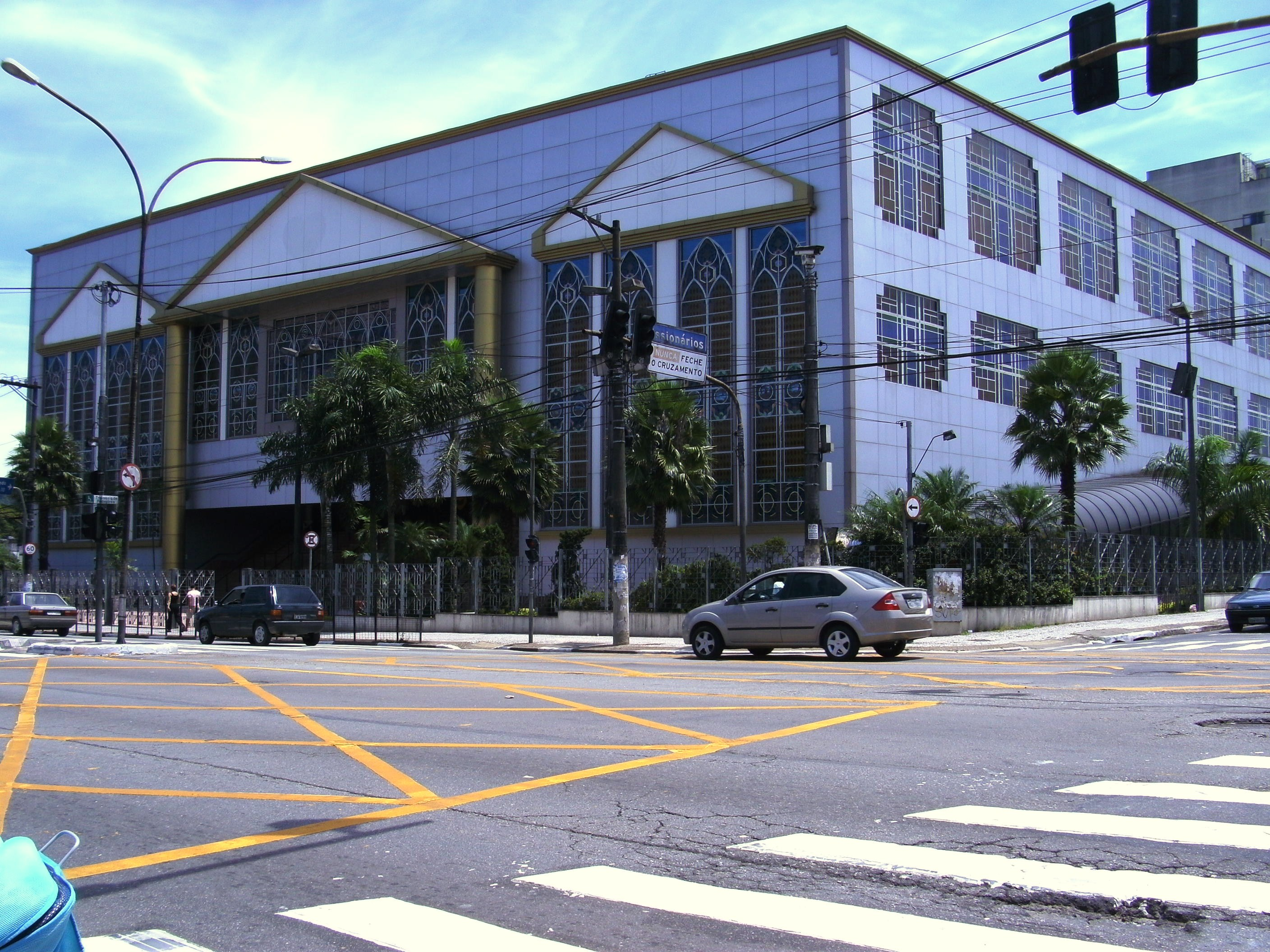
Kościół Uniwersalny, São Paolo

Ari Pedro Oro w 1997 roku przedstawił model brazylijskiej neopentekostalnej denominacji. Jego zdaniem jest to kościół atrakcyjny dla ubogich klas, wolny od zagranicznej kontroli, posiada silnych liderów z charyzmą, cechuje go izolacjonizm od reszty chrześcijańskiego świata, demonizowanie afro-brazylijskich religii, tworzenie raczej klienteli niż wspólnoty członków, podkreślanie ofiarności na rzecz kościoła, korzystanie z elektronicznych mediów, rytuały uzdrowieniowe oraz egzorcyzmy, zaangażowanie polityczne i ogólnonarodowa ekspansja. Liderzy charyzmatyczni odróżniają nowe kościoły pentekostalne od Zborów Bożych, ale nie widzą różnicy pomiędzy sobą a powstałą w latach 50. „Brazylią dla Chrystusa”. Rozróżnienie na klasyczny pentekostalizm oraz neopentekostalizm jest stosowane w pracach dotyczących pentekostalizmu argentyńskiego oraz środkowoamerykańskiego.

### Klasyczny pentekostalizm (pierwsza fala)

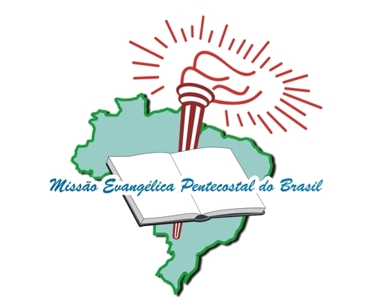
Logo Ewangelikalnej Misji Zielonoświątkowej

Dane statystyczne za rok 2010 według IBGE i Prolades  .
- Zbory Boże (Assembleia de Deus) – 12,3 miliona wiernych
- Kongregacja Chrześcijan (Congregação Cristã no Brasil) – 2,3 miliona wiernych
- Narodowa Konwencja Zborów Bożych w Brazylii (Convenção Nacional das Assembleias de Deus no Brasil) – 2 tysiące wiernych
- Kościół Boży w Brazylii (Igreja de Deus no Brasil), Cleveland – 48 tysięcy wiernych
- Ewangelikalny Kościół Biblijnego Przebudzenia (Igreja Evangélica Avivamento Bíblico) – 11 800 wiernych
- Zielonoświątkowy Kościół Chrystusowy w Brazylii (Igreja de Cristo Pentecostal no Brasil) – 58 tysięcy wiernych
- Ewangelikalna Zielonoświątkowa Misja Brazylii (Missão Evangélica Pentecostal do Brasil) – liczba wiernych nieznana

### Autonomiczny pentekostalizm (druga fala)

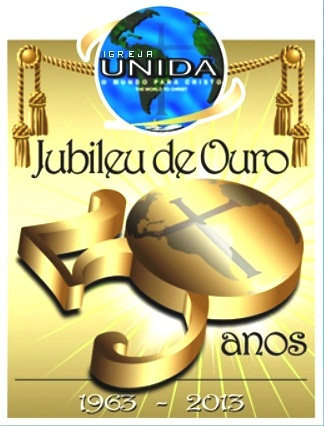
Logo upamiętniające 50-lecie Igreja Unida

Dane statystyczne za rok 2010 według IBGE i Prolades  .
- Międzynarodowy Kościół Poczwórnej Ewangelii (Igreja do Evangelho Quadrangular) – 1808 tysięcy wiernych
- Ewangelikalny Kościół Zielonoświątkowy „Brazylia dla Chrystusa” (Igreja Evangélica Pentecostal O Brasil Para Cristo) – 1 196 665 wiernych
- Kościół Zielonoświątkowy „Bóg jest Miłością” (Igreja Pentecostal Deus é Amor) – 845 383 wiernych
- Katedra Błogosławieństwa (Igreja Casa da Benção) – 125 tysięcy wiernych
- Ewangelikalny Zjednoczony Kościół Zielonoświątkowy (Igreja Evangélica Pentecostal Unida), skrócona forma Kościół Zjednoczony (Igreja Unida) – 50 898 wiernych
- Ewangelikalny Zjednoczony Kościół Zielonoświątkowy (Igreja União Evangélica Pentecostal) – 51 tysięcy wiernych
- Chrześcijański Kościół Maranatha (Igreja Cristã Maranata) – 356 021 wiernych
- Chrześcijański Kościół Nowego Życia (Igreja Cristã de Nova Vida) – 90 568 wiernych

### Neozielonoświątkowcy (trzecia fala)

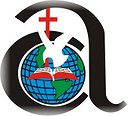
Logo Kościoła Apostolskiego

Dane statystyczne za rok 2010 według IBGE i Prolades  .
- Uniwersalny Kościół Królestwa Bożego (Igreja Universal do Reino de Deus) – 1873 tysięcy wiernych
- Błogosławiony Kościół Domowy (Igreja Casa de Bênção) – 125 550 wiernych
- Błogosławiona Wspólnota (Comunidade da Graça) – 6 tysięcy wiernych
- Ewangelikalna Wspólnota Uleczenia Naszej Ziemi (Comunidade Evangélica Sara Nossa Terra) – 180 130 wiernych
- Międzynarodowy Kościół Łaski Bożej (Igreja Internacional da Graça de Deus) – 168 tysięcy wiernych
- Kościół Apostolski Odrodzenia w Chrystusie (Igreja Apostólica Renascer em Cristo) – 958 tysięcy wiernych
- Kościół Apostolski Źródło Życia (Igreja Apostólica Fonte da Vida) – 90 tysięcy wiernych
- Kula Śniegu (Bola de Neve) – liczba wiernych nieznana
- Międzynarodowa Służba Odnowienia (Ministério Internacional da Restauração) – 120 tysięcy wiernych
- Światowy Kościół Mocy Bożej (Igreja Mundial do Poder de Deus) – 168 539 wiernych
- Centrum Treningu Biblijnego Rhema (Centro de Treinamento Bíblico Rhema) – liczba wiernych nieznana
- Kościół Źródło Życia (Igreja Fonte da Vida) – 3 tysiące wiernych
- Kościół Manna (Igreja Maná) – liczba wiernych nieznana